# 唐连第
唐连第（1910年—），男，奉天盛京（今辽宁沈阳）人，中华人民共和国政治人物，曾任黑龙江省政协副主席，第六、七届全国政协委员。